# クリスティヨナス・ドネライティス
クリスティヨナス・ドネライティス（1714年1月1日 – 1780年2月18日）は、東プロイセン出身のルター派の牧師、詩人。

## 略歴

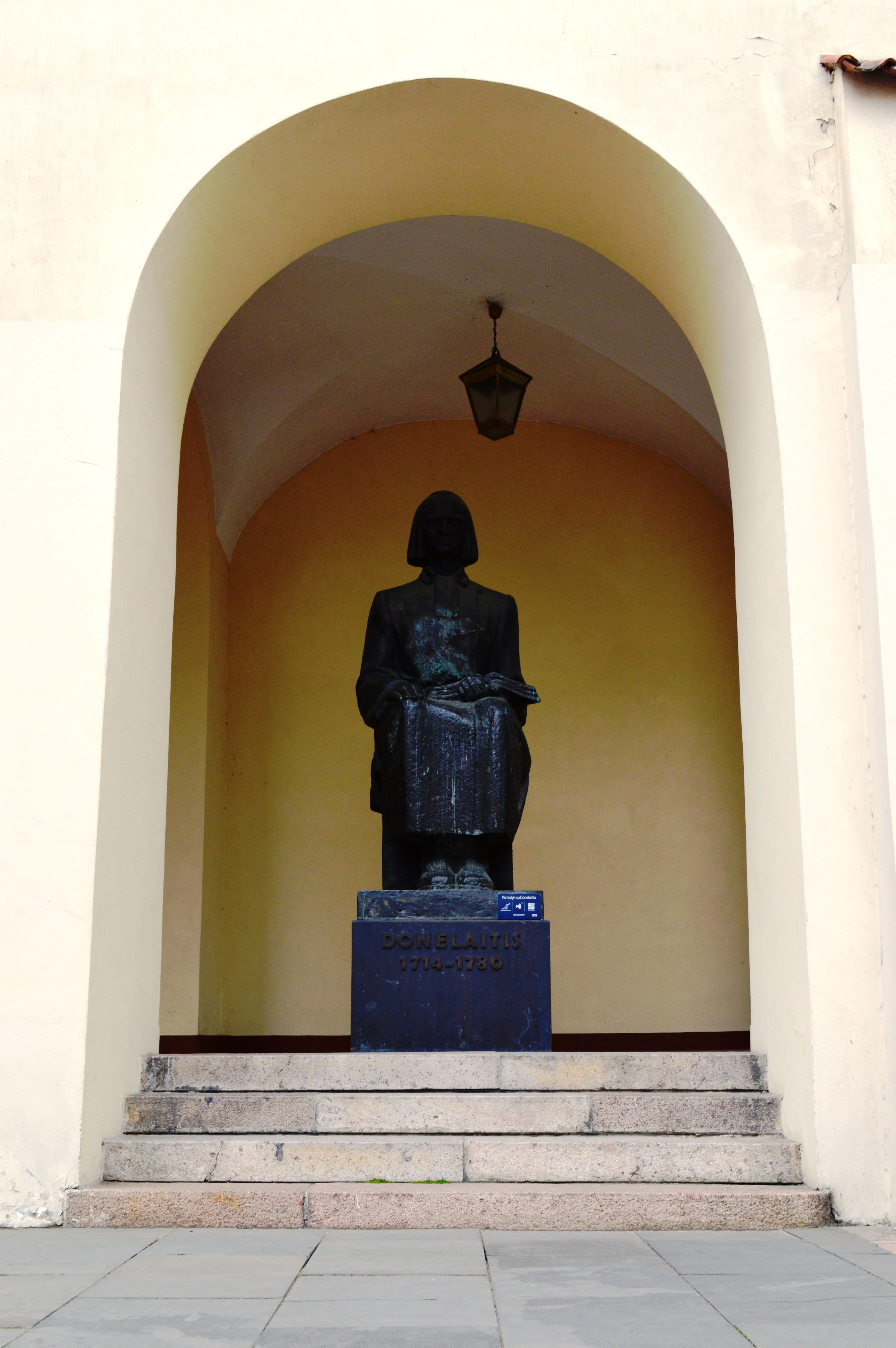
ヴィリニュス大学にある銅像

クリスティヨナス・ドネライティスは1714年にプロイセン王国・東プロイセンのグンビンネン近郊の農村ラズディネリライで誕生した。ルター派であり、プロイセン系リトアニア人であった。両親は自由農民だったが暮らしは貧しかった。

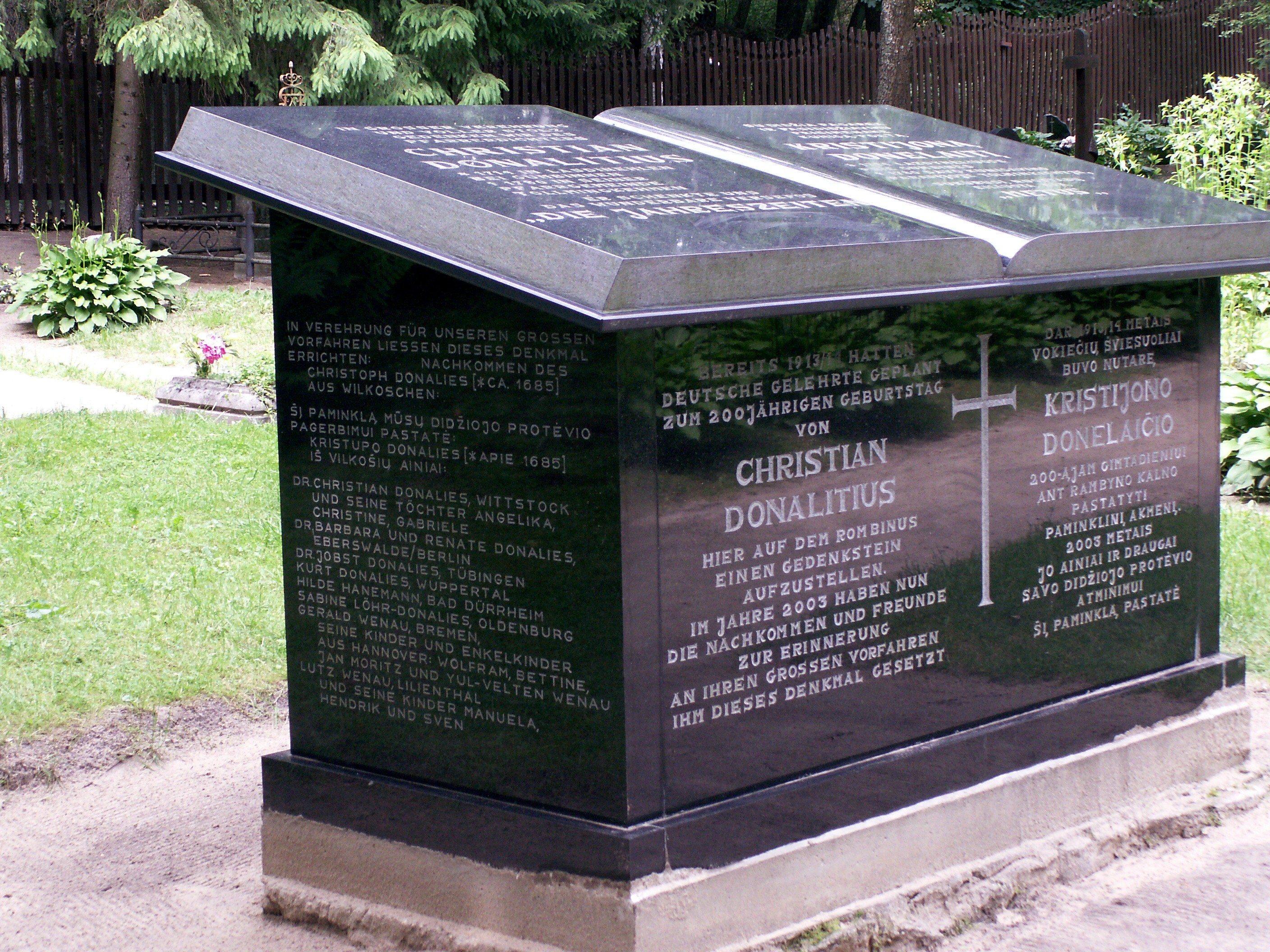
リトアニアにある墓地

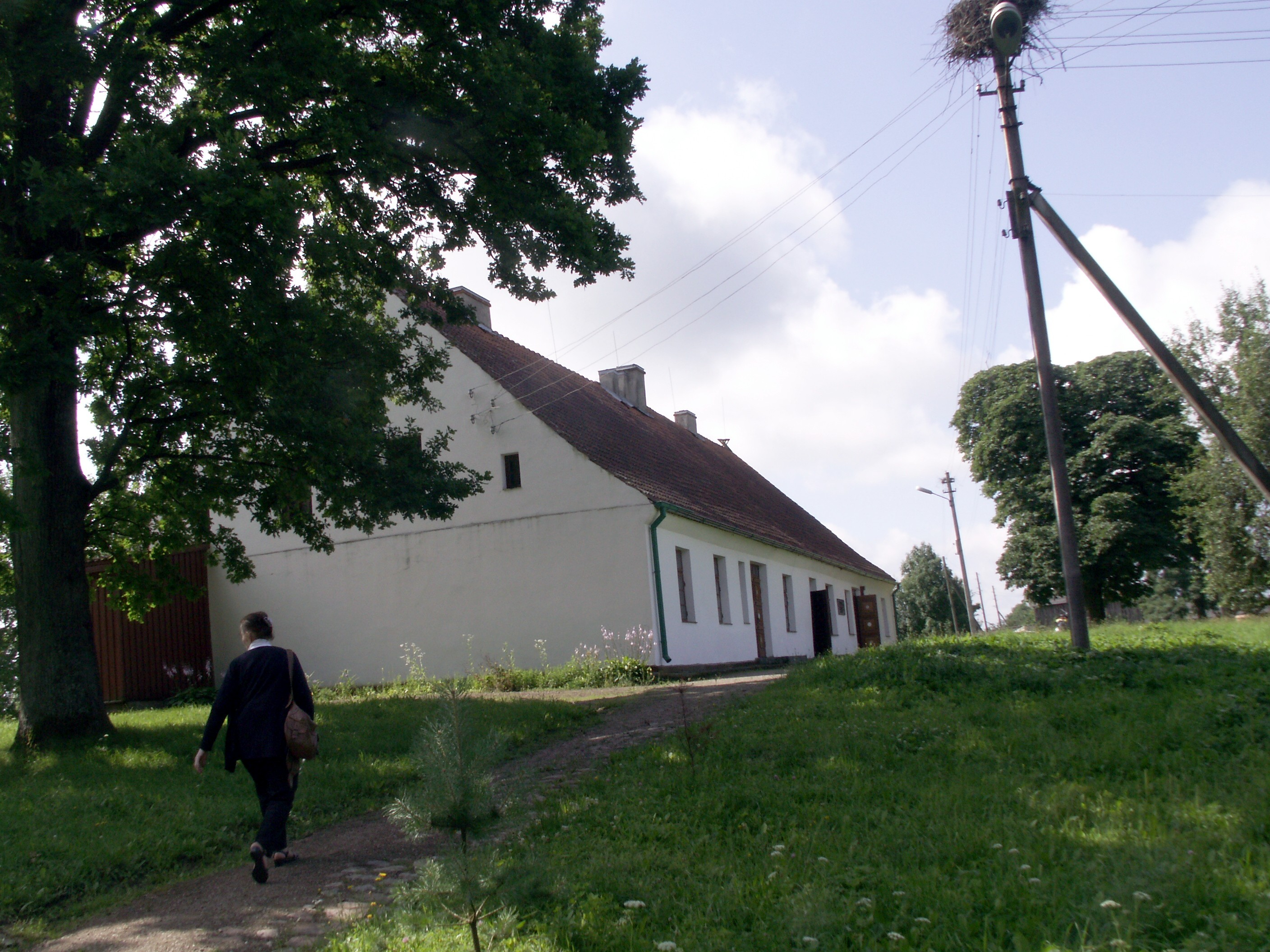
クリスティヨナス・ドネライティス記念博物館

ケーニヒスベルクのルター派の聖堂学校に学び、教会の聖歌隊で歌唱した。その後、奨学金を獲得してケーニヒスベルク大学の神学部に入学。在学中に神学やラテン語、古典ギリシア語、ヘブライ語を修めた。さらにギリシア古典やラテン文学に没頭した。ドネライティスは大学を出たあとケーニヒスベルクで牧師に任職された。ドネライティスは29歳の時に小リトアニアのトルミンケーメンに移り住み、同地の教会で牧師として生涯を終えるまで過ごした。人口わずか3000人程度だったトルミンケーメンでドネライティスは主にリトアニア人やドイツ人に向けたルター派の説教を行い、荒廃した牧師館や学校、教会の再建に尽力した。
本職は牧師であったが、余暇にリトアニア語やドイツ語で詩作したり、作曲をした。ドネライティスの詩作品は存命中に一切発表されなかった、そのため生前に詩人としての名声は存在しなかった。ドネライティスはトルミンケーメンで1780年に死去したが、死後になって叙事詩『四季』 (Metai)が発見されたことから数十年の時を経た1818年にケーニヒスベルク大学神学部教授のルートヴィヒ・レーザによって編集されたうえで出版された。ルートヴィヒ・レーザは1809年からドネライティスの詩の収集を開始して研究や編纂を経て出版にこぎ着けた。
研究者の推測によれば、おそらく叙事詩『四季』は1765年から1775年にかけて書かれたものと考えられている。『四季』の特徴は六脚韻を踏まえてリトアニア語で書かれている。不鮮明なところも見られることから研究や議論を重ねたうえで改訂された。それから題名『四季』を付けたのはレーザによるものである。原本の多くは後年の戦争によって失われており、写本が中心である。『四季』は東プロイセンのリトアニア人農民の田園風景を描いたものであり、リトアニア語で書かれた叙事詩としては優れていたため発見当初から多くの読者を魅了させた。『四季』は1977年にユネスコのリストに選出された。カウナスにあるドネライティス通りは彼の名に因む。